# 中華人民共和國死刑制度

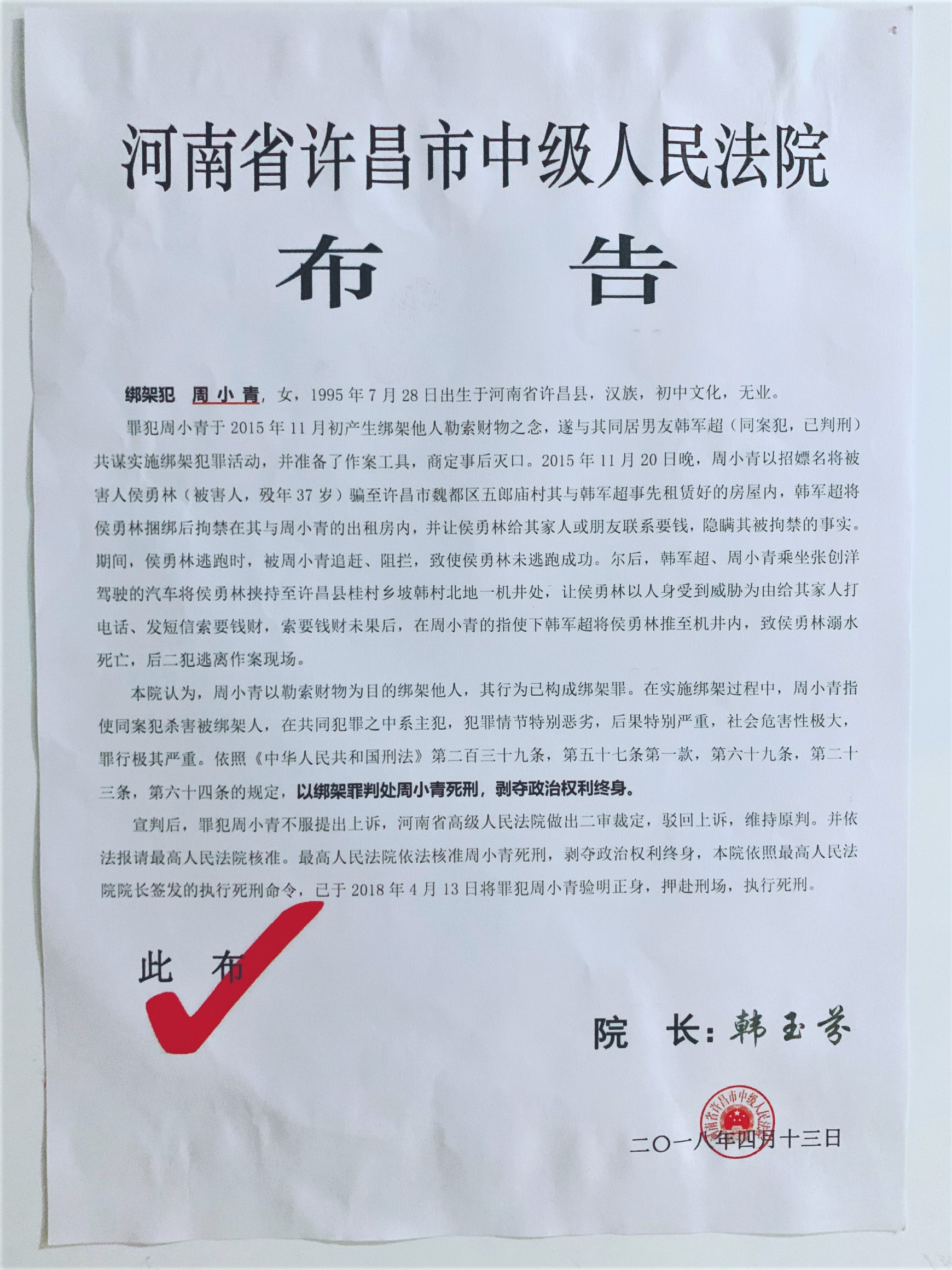
一份张贴于法院外公告栏的死刑执行布告，记载了死刑犯的基本信息、罪行和行刑日期。

在中华人民共和国，根据《中华人民共和国刑法》第33條，死刑是法定的主刑之一。当前，中华人民共和国的死刑罪名共计46项，是世界上保留死刑的国家中罪名第二多的国家，仅次于朝鲜。依《中华人民共和国刑法》，中国的死刑执行方式分为死刑立即执行和死刑缓期两年执行两种，前者仅适用于罪行极为恶劣的罪犯，后者则视情况而定，如果犯人表现良好，缓刑期内并无再犯或追加额外犯罪行为，罪犯一般会减刑为无期徒刑，反之则其死刑执行方式将改为立即执行。
根据《中华人民共和国刑事诉讼法》第261和262條之規定，死刑之执行必须经由最高人民法院院长签发死刑执行令，7日内於羁押场所內或特定場所以注射或枪决的方式不公开进行。
根据《中华人民共和国宪法》，中国的两个特别行政区，香港和澳门具有独立司法管辖权，因此《中华人民共和国刑法》不在两地實施；两个特别行政区的刑法及其他法律均不设置死刑罪名，两地最高刑罚分别为终身监禁和有期徒刑25年（数罪并罚最高30年）。

## 死刑的判决

### 可判死刑的罪名
中华人民共和国現有46種死刑罪名，在司法实践中，常见的死刑罪名主要有故意杀人罪、抢劫罪、强奸罪、故意伤害罪、放火罪、爆炸罪、投放危险物质罪和走私、贩卖、运输、制造毒品罪，律师界惯称八大罪。
2011年5月1日，中国正式废除13个死刑罪名，多涉及走私类、盗窃类和经济类犯罪。这是自1979年首部刑法颁布以来，首次缩减死刑罪名数量，死刑罪名从68种被减少至55种。
2015年8月29日，全国人大常委会通过刑法修正案（九），第二次废除死刑罪名，被废除的罪名包括走私武器、弹药罪、走私核材料罪、走私假币罪、伪造货币罪、集资诈骗罪、组织卖淫罪、强迫卖淫罪、阻碍执行军事职务罪、战时造谣惑众罪。

### 死刑缓期执行
中国在设有“死刑立即执行”刑罚的基础上，同时设有“死刑缓期二年执行”的刑罚。针对罪行满足死刑者“死刑缓期二年执行”允许罪犯在判处死刑的同时获予两年的缓刑期。期间罪犯如果没有故意犯罪或再犯，则自动减刑为无期徒刑；如果确有重大立功表现，则可能减刑为有期徒刑。但若罪犯在缓期执行期间仍进行故意犯罪，经查证属实的，则改为死刑立即执行。一般而言，死刑缓期执行罪犯经过几次减刑以后实际执行的刑期最低不少于22年。

### 死刑核准权
死刑核准权，即对死刑判决进行复核及批准的权力。当前中国所有的死刑判决均须由最高人民法院进行核准后才得以执行。

#### 变迁
1954年9月28日颁布的《中华人民共和国人民法院组织法》第十一条第五款规定：“中级人民法院和高级人民法院对于死刑案件的终审判决和裁定，如果当事人不服，可以申请上一级人民法院复核。基层人民法院对于死刑案件的判决和中级人民法院对于死刑案件的判决和裁定，如果当事人不上诉、不申请复核，应当报请高级人民法院核准后执行。”1957年7月15日第一届全国人民代表大会第四次会议通过了《关于死刑案件由最高人民法院判决或者核准的决议 （页面存档备份，存于）》，决议明确规定：“今后一切死刑案件，都由最高人民法院判决或核准。”自此，死刑案件核准权由最高人民法院统一行使。
但是，1966年文化大革命爆发后，在“砸烂公检法”的口号下，中国各级人民法院陷入瘫痪，死刑复核权逐渐名存实亡。从1970年的“一打三反”运动开始，各省、自治区、直辖市革命委员会也开始复核死刑案件，这种情况下核准后的判决无需再报最高人民法院即可执行。
1979年7月1日颁布的《中华人民共和国刑法》第四十三条第二款规定：“死刑除依法由最高人民法院判决的以外，都应当报请最高人民法院核准。死刑缓期执行的，可以由高级人民法院判决或核准。”同期颁布的《中华人民共和国刑事诉讼法》第一百四十四条规定：“死刑由最高人民法院核准。”但是，由于当时大、中城市严重刑事犯罪活动猖獗，1983年六届全国人大常委会第二次会议修改了《中华人民共和国人民法院组织法》第十三条，修改后的条文是：“死刑案件除由最高人民法院判决的以外，应当报请最高人民法院核准。杀人、强奸、抢劫、爆炸以及其他严重危害公共安全和社会治安判处死刑案件的核准权，最高人民法院在必要的时候，授权省、自治区、直辖市的高级人民法院行使。”据此，最高人民法院于1983年9月7日发出《关于授权高级人民法院核准部分死刑案件的通知 （页面存档备份，存于）》，把杀人、强奸、抢劫、爆炸以及其他严重危害公共安全和社会治安判处死刑的案件的核准权授给各高级人民法院和解放军军事法院行使。
1996年3月17日，八届全国人民代表大会第四次会议通过了修改的《中华人民共和国刑事诉讼法》，其中第一百九十九条重申：“死刑由最高人民法院核准。”1997年3月14日第八届全国人民代表大会第五次会议修订的《中华人民共和国刑法》第四十八条重申：“死刑只适用于罪行极其严重的犯罪分子……死刑除依法由最高人民法院判决的以外，都应当报请最高人民法院核准。死刑缓期执行的，可以由高级人民法院判决或者核准。”但是，1997年9月26日最高人民法院再次依据《中华人民共和国人民法院组织法》第十三条的规定发布了《关于授权高级人民法院和解放军军事法院核准部分死刑案件的通知 （页面存档备份，存于）》。明确“鉴于目前的治安形势以及及时打击严重刑事犯罪的需要，有必要将部分死刑案件的核准权继续授权由各高级人民法院、解放军军事法院行使，并进一步明确今后本院授权各省、自治区、直辖市高级人民法院、解放军军事法院核准死刑案件的范围。”
2005年10月，最高人民法院发布《人民法院第二个五年改革纲要》，表示：“最高人民法院根据党和国家关于尊重与保障人权及严格限制死刑的政策精神，决定改变目前授权高级人民法院行使部分死刑案件核准权的做法，将死刑核准权统一收归最高人民法院行使。”2006年10月31日，全国人大常委会第24次會議表決通過《關於修改人民法院組織法的決定》，将《中华人民共和国人民法院组织法》第十三条修改为第十二条：“死刑除依法由最高人民法院判决的以外，应当报请最高人民法院核准。”据此，
2006年12月28日最高人民法院发布了《最高人民法院关于统一行使死刑案件核准权有关问题的决定 （页面存档备份，存于）》。决定将死刑的核准權於2007年1月1日以後收歸最高人民法院。
根據最高人民法院的数据，2007年一年中，由於證據不足、程序不當或是量刑過重等原因，最高人民法院推翻了地方法院15%的判決。

#### 现状
当前，对于任何可能判处死刑的案件，都应当由中级以上人民法院审理。中级人民法院、高级人民法院对被告人被判处死刑后，必须向最高人民法院申请死刑复核。若最高人民法院核准死刑，原審人民法院则必须在收到死刑執行命令後7日内执行死刑。若最高人民法院认为原判决事实不清，证据不足，或者适用法律有错误或量刑不当的，即将案件发回重审。死刑的复核时间没有期限，一般数月到数年不等。
|                                               | 第二百四十六条 死刑由最高人民法院核准。 第二百四十七条 中级人民法院判处死刑的第一审案件，被告人不上诉的，应当由高级人民法院复核后，报请最高人民法院核准。高级人民法院不同意判处死刑的，可以提审或者发回重新审判。 高级人民法院判处死刑的第一审案件被告人不上诉的，和判处死刑的第二审案件，都应当报请最高人民法院核准。 第二百五十条 最高人民法院复核死刑案件，应当作出核准或者不核准死刑的裁定。对于不核准死刑的，最高人民法院可以发回重新审判或者予以改判。 |
| ——《 中华人民共和国刑事诉讼法（2018年修正）》 | |

## 死刑的執行
根据中国现行的死刑制度，一个人被判决死刑立即执行定谳后，并非直接押赴刑场执行，而是要等待最高人民法院院长签发死刑执行的命令，方才执行，这期间一般需要经过数月甚至数年之久。死刑犯在定罪后羁押在看守所而非监狱。执行死刑的机关是原审人民法院（中級或以上人民法院），原审人民法院接到死刑执行命令后，应当在7日以内执行，由原审人民法院于执行当日公告（法例並無規定法院何時告知死刑犯執行死刑的確實日期，原審人民法院為避免死刑犯出現激烈行為和情緒反應，通常只會在執行死刑當日或前一晚才告知罪犯）、同级人民检察院派员临场监督、當地公安機關封鎖刑場附近範圍。根据有关法律规定，死刑执行过程不对外公开，刑前不得进行游街示众的侮辱死刑犯人格的行为。死刑执行前及行刑结束后，会对犯人和遗体进行拍照并存档。行刑人在执行完毕后会获得一笔补助，还会定期组织度假疗养；早期由武警或军人执行死刑时期，执行人员还有较大机会立功受奖。
正常情況下，原审人民法院於執行當天派出执行人员去羁押场所提领死刑犯。审判人员宣读最高人民法院院长的核准令并告知死刑将于当日执行，再由执行检察官询问罪犯有无遗言、信札，并由書記員记录相关内容。罪犯本人或亲属有临刑会见的要求时，亦会在此时安排会见。犯人还可在临刑前享用“最后一餐”，通常是较为丰盛的三菜一汤。传闻死囚在最后一餐时还会食用或随身携带一份生肉，据称是犯人死后走过奈何桥时，会遇到许多疯狗，带着生肉就不会被狗攻击，最终也能顺利喝到孟婆汤，虽有迷信之嫌，但看守人员一般会满足犯人这一要求。
审判人员代表法院宣布将罪犯验明正身并押赴刑场执行死刑。法院司法警察验明正身后，罪犯将依法被卸下手铐脚镣，上绑法绳（粗麻绳），然后带往刑场或行刑室，交付司法警察执行死刑。在个别特定犯罪（如贩毒）比较严重的地区，押赴刑场執行死刑前会有对外开放的公审公判程序，还会给犯人插上写有犯人姓名和罪名的亡命牌。
执行死刑后，法院除通知罪犯亲属外，还要以布告、新闻报道等方式向社会公布执行情况。

### 死刑执行的适用
被判处死刑的罪犯有部分是缓期两年执行（死緩），在缓刑期内如果没有故意犯罪可改判为无期徒刑。另外，依照《中华人民共和国刑法》第四十九条规定，如罪犯在犯罪时是未成年人或被审判时是怀孕期女性（包括在审判期间流产的女性），不适用死刑。审判时年满75周岁的老人，除以特别残忍的手段致人死亡以外，不适用死刑。

### 刑前会见权
在中华人民共和国，死刑犯及其近亲属是否能够进行刑前会见曾长期由各地法院自行决定。1998年9月2日最高人民法院印发的《最高人民法院关于执行〈中华人民共和国刑事诉讼法〉若干问题的解释》（法释〔1998〕23号）规定：
|  | 第三百四十三条 执行死刑前，罪犯提出会见其近亲属或者其近亲属提出会见罪犯申请的，人民法院可以准许。 |

2007年3月9日最高人民法院、最高人民检察院、公安部、司法部印发的《关于进一步严格依法办案确保办理死刑案件质量的意见》（法发〔2007〕11号）中首次确定死刑犯及其近亲属拥有刑前会见权：
|  | 45. 人民法院向罪犯送达核准死刑的裁判文书时，应当告知罪犯有权申请会见其近亲属。罪犯提出会见申请并提供具体地址和联系方式的，人民法院应当准许；原审人民法院应当通知罪犯的近亲属。罪犯近亲属提出会见申请的，人民法院应当准许，并及时安排会见。 |

2012年11月5日最高人民法院审判委员会第1559次会议通过，2013年1月1日生效的《最高人民法院关于适用〈中华人民共和国刑事诉讼法〉的解释》（法释〔2012〕21号）规定：
|  | 第四百二十三条 第一审人民法院在执行死刑前，应当告知罪犯有权会见其近亲属。罪犯申请会见并提供具体联系方式的，人民法院应当通知其近亲属。罪犯近亲属申请会见的，人民法院应当准许，并及时安排会见。 |

2020年12月7日最高人民法院审判委员会第1820次会议通过，2021年3月1日生效的《最高人民法院关于适用〈中华人民共和国刑事诉讼法〉的解释 》（法释〔2021〕1号）完善了刑前会见权的相关规定，并放宽了罪犯可以会见的对象范围：
|  | 第五百零五条 第一审人民法院在执行死刑前，应当告知罪犯有权会见其近亲属。罪犯申请会见并提供具体联系方式的，人民法院应当通知其近亲属。确实无法与罪犯近亲属取得联系，或者其近亲属拒绝会见的，应当告知罪犯。罪犯申请通过录音录像等方式留下遗言的，人民法院可以准许。 罪犯近亲属申请会见的，人民法院应当准许并及时安排，但罪犯拒绝会见的除外。罪犯拒绝会见的，应当记录在案并及时告知其近亲属；必要时，应当录音录像。 罪犯申请会见近亲属以外的亲友，经人民法院审查，确有正当理由的，在确保安全的情况下可以准许。 罪犯申请会见未成年子女的，应当经未成年子女的监护人同意；会见可能影响未成年人身心健康的，人民法院可以通过视频方式安排会见，会见时监护人应当在场。 会见一般在罪犯羁押场所进行。 会见情况应当记录在案，附卷存档。 |

### 死刑执行方式
現時中华人民共和国執行死刑方式分為槍決和注射死刑。中国执行死刑的方式很长一段时间内都是采用枪决。1997年1月，中国修订了《刑事诉讼法》，首次规定“死刑采用枪决或注射等方法执行”。并于1997年3月28日，由云南省昆明市中级人民法院首次采用注射方法执行死刑。但是，由于社会观念的影响以及成本問題，未能全面使用。
截至2024年底，中华人民共和国大陆地区已有北京市、上海市、重庆市、辽宁省、浙江省、河南省、宁夏回族自治区实现全域以注射执行为原则或已经全面废止枪决，一律采用注射方式执行死刑；安徽省（除黄山市）、甘肃省（除定西市）、四川省、陕西省、山东省、江苏省、福建省（除龙岩市、南平市、三明市）大部分地区以及广东省、山西省（太原市、阳泉市、晋城市）、黑龙江省、云南省、内蒙古自治区（呼和浩特市、包头市、通辽市、乌海市）、新疆维吾尔自治区（乌鲁木齐市、昌吉回族自治州）、青海省（西宁市、玉树藏族自治州、果洛藏族自治州）、广西壮族自治区（南宁市、柳州市、玉林市）、湖南省部分地区也以注射执行为原则或已经全面废止枪决，一律采用注射方式执行死刑。而贵州省和海南省全域至今对死刑犯执行死刑仍坚持采用枪决方式。虽然这些省份曾试点对部分罪犯采用注射方式执行死刑，但最终未全面普及使用。

#### 槍決
根據有關法律規定，执行枪决刑場要有良好道路交通條件，但又不能設於公路、繁華鬧市以及旅遊景點附近；刑場附近不能让太多群众围观，以便執法人員行刑。实际操作时，刑场一般会选择在距离当地殡仪馆不远的地方，便于执行后火化。同时，刑場附近必須有障碍物，防止子彈殃及无辜。死刑犯在被处决时可以选择以跪姿（背对行刑者，行刑者向其头部或者胸部开枪）或站姿（面对行刑者，行刑者向其胸部开枪）。使用的枪支并未有明确规定，早期多为56式半自动步枪，20世纪80至90年代后多数地方逐渐改用56式、81式等自动步枪，也有个别地方用手枪执行。如射击头部，一般会让犯人在射击前张开嘴巴，以尽可能使子弹从口中穿出，使犯人尸体头部完整不爆裂；如射击胸部，会在犯人心脏部位做好标记。一般由两名枪手（早期一般为武警担任，后逐渐改由法院法警负责）负责执行死刑，发令官向执行检察官请示后下令行刑，正枪手开枪射击后立刻离开刑场，随后法医会确认犯人是否已经死亡，如犯人未死则由副枪手继续开枪，直至犯人确定死亡，然后执行人员会拍摄记录执行情况，包括子弹从何处穿入穿出、是否一枪毙命等。罪犯的遗体会当即送往殡仪馆火葬，然后通知家属来领取骨灰。而負責执行的原審人民法院須将执行死刑情况逐級上報至最高人民法院。

#### 注射死刑
注射死刑一般在专门设计的死刑执行车（由警用十六座位小巴改裝而成）或執行室內（一般也修建在靠近殡仪馆的地方，便于立即火化）执行。采取执行车的原因，是为了相较固定的执行场所节约成本，以及方便执行结束后直接驶往殡仪馆。但无论在何处执行注射死刑，其经济成本都要远高于枪决。
注射死刑除了具体行刑操作外，前后程序均与枪决相同。執行死刑前，原審人民法院审判人员宣读死刑执行书，并由人民法院法警验明正身。再由执行检察官询问罪犯有无遗言、信札，并由書記員制作笔录，最后押赴刑場並交付司法警察执行死刑。負責执行死刑的司法警察将死刑犯带进执行室或执行车後，將其固定在注射床上，连接好心率测量仪器。执行人员（通常为法警或护士）将与注射泵相连的针头扎进死刑犯的静脉血管，与平时的静脉注射完全相同。早期中国注射死刑采用的药物并没有统一标准，根据媒体的报道，有采用氰化钾、麻醉剂+氰化钾以及麻醉剂+氯化钾执行死刑的案例。现时已统一流程，执行药品由最高人民法院统一提供；实际执行时，先加入硫喷妥钠或戊巴比妥使犯人昏迷，再注入过量泮库溴铵麻痹呼吸肌，最后注入过量氯化钾使犯人心跳停止。另外，早期注射死刑採用一般針筒進行注射，到約1999年才採用專用的注射泵機進行。
执行人员其後对注射泵进行适当调节，执行号令发出后，法警按下注射泵上的注射键，药物开始注入死刑犯体内。电脑显示屏上的脑电波从有规律的波动变成几条平行的直线，脑电波的前后变化被清晰地印在纸上。執行時法医會根据心跳、呼吸、瞳孔散大状况等确认犯人是否已经死亡。犯人被法醫確認死亡後，其遗体将立即送往殡仪馆火葬，然后再通知家属来领取骨灰。而負責执行的原審人民法院須将执行死刑情况逐級上報至最高人民法院。

## 社会评价
在中国大陆，一直以来死刑受到绝大多数中国人的支持。中国社科院法学所和国家统计局在1995年的民意调查显示95%以上的人支持死刑。中国人历来的“杀人偿命”观点也在一定程度上推动了对故意杀人罪的死刑的判决。个案也显示，民众对“杀人偿命”的坚定支持和故意杀人罪免除死刑的坚决反对。2011年，云南省高级人民法院在李昌奎案二审中将对李昌奎的死刑判决改为死缓，这是云南省高级人民法院奉行“少杀、慎杀”原则，并试图推动废除死刑的典型案例。此判决被受害人家属在网络曝光后，引发社会舆论反对，但雲南省高级人民法院并未让步，副院长田成有更宣称现在顶了这么大的压力，此案在十年后肯定是“一个标杆、一个典型”。不过，在社会舆论重压下，云南省高级人民法院最终因迫于社会舆论压力，在二审判决不久后即宣布重审，最终判决李昌奎死刑。但另一方面，支持死刑的部分人也主张非暴力犯罪不应该被判处死刑。
中国刑法中，对强奸罪最重的刑罚是死刑。性质恶劣的强奸案中，即使罪犯对被害人不构成一定程度的暴力伤害，仍可对罪犯处以死刑。在具体个案中，舆论对此类死刑判罚亦持赞同声音。2019年6月，强奸二十余人，包括十四名未满十四岁的女童在内的赵志勇被执行死刑。既有评论文章指“极恶之人就该施以极刑”。在非暴力案件中，人口贩卖亦是被民众认可对罪犯实行死刑的案件类型。2015年6月，微信朋友圈出现“支持人贩子全部死刑”的信息，并且引发议论。

### 争议
司法过程本身是为了避免冤假错案的发生，而“严打”期间对被告人权利保护的疏忽导致了错案数量不可避免地上升，甚至还出现过上诉权利被剥夺的案例。
2012年3月，中华人民共和国卫生部承认死刑犯是中华人民共和国器官移植的主要来源。英國移植學會及國際特赦組織则公開譴責中國摘取犯人器官。之后，中国政府宣布，2015年1月1日起，中国全面停止使用死刑罪犯器官作为供体来源。至此，公民（包括生前有捐赠器官意愿的死刑犯）去世后自愿器官捐献将成为器官移植使用的唯一渠道。
中國大陆近年来開始使用一種「死刑車」來執行死刑。台灣的《自由時報》据此認為死刑車作为「流動刑場」，可就近在死囚犯法的社區執刑，有利於宣傳與嚇阻犯罪；甚至还方便“摘取死刑犯器官”。但实际上，所谓“死刑车”只是一种改装而成的“注射死刑行刑车”，用于无特定死刑执行场地的地区，避免执行死刑的场景被围观。同时有些地区也认为死刑車可省下在監獄或法院興建固定刑場的大筆費用。

## 已廢除死刑之地方

### 香港特别行政区
香港開埠初期已有死刑，英屬香港主要採用英國常用的絞刑執行。早期的死刑是公開執行的，1894年以後不再公開處決。英國內政部制定計算絞索長度的官方绞刑公式表後，亦成為香港執行長距離墮落絞刑的標準。
1966年以前，香港實施英国普通法及英国国会在1861年的法律，法院對以下罪行可以判處死刑：
1. 謀殺
2. 叛國
3. 對皇家船塢縱火
4. 以暴力作海盜

與英國相同，香港高等法院原訟庭法官宣判被告罪名成立及判處死刑時，都會先將一塊薄薄的黑紗披在頭頂，還會在宣讀判詞的最後一句以“願上帝庇佑你之靈魂”作結。1937年，赤柱監獄啟用後，死囚都集中在該監獄H座內的絞刑室處決。
1965年，英國普通法廢除死刑，但香港在1966年仍有執行死刑。香港最後一個被處死的犯人是一個叫黃啟基的越南華僑。黃啟基在深水埗永隆街，在自己任職的中建國貨公司偷錢時，刺死發現他盜竊的保安員，因為謀殺罪罪名成立依例被判處繯首死刑。黃輾轉上訴至高等法院上訴庭及英國樞密院，仍維持原判，1966年11月16日在赤柱監獄被執行繯首死刑。此後直至1993年香港立法廢除死刑為止，死刑仍在香港法例之中，1990年代初香港高等法院法官依然有對謀殺罪罪名成立的被告判處死刑，不過在此期間的死刑都會由英女皇或香港總督赦免，改為終身監禁。
1993年4月21日，立法局修訂法例，正式廢除死刑，以終身監禁作為最高的刑罰。1997年7月1日香港回歸，根據一國兩制原則，沒有恢復死刑。

### 澳門特別行政區
澳門已早在1886年隨當時葡萄牙政府廢除死刑，澳門最后一次死刑判决是在19世纪下达的。且1995年制定的《澳门刑法典》第39條規定不得設死刑，亦不得設永久性、無限期或期間不確定之剝奪自由之刑罰或保安處分，所以澳門也沒有無期徒刑或終身監禁。澳門的最高刑期為25年，而數罪併罰時則為30年。

## 死刑执行数量
中国被认为是目前世界上执行死刑次数最多的国家，每年执行死刑的具体案例数并不向公众公开，外界推定数据也不会得到官方的核实。因此各民间人权观察机构和反死刑组织自行统计发表的数字则相差悬殊，如“意大利反死刑组织”发表报告称，2006年全世界范围内有5628名罪犯被被执行死刑，而中国被执行死刑的罪犯数可能达到5000人。但是，國際特赦組織统计的2006年数据认为1010名罪犯被执行死刑，1790名罪犯被判决死刑，2008年则认为至少有1718個罪犯以注射或枪决的方式被执行死刑。

## 著名案例
（注：以刪除線標記之案件為錯判的冤案）
- 1950年：
  - 赵洪文国（双枪老太婆原型之一）
  - 炮击天安门案（意大利人李安东、日本人山口隆一于1951年被执行死刑）
- 1952年：刘青山、张子善贪污案
- 1953年：王康年盗骗志愿军货款、银行贷款案
- 1957年：湖北省汉阳一中事件（3人被执行死刑，1986年平反）
- 1960年：
  - 张德才、回申娃投毒案
  - 王倬诈骗中国人民银行案
- 1966年：北京友谊商店杨国庆杀人案
- 1968年：上海林昭现行反革命案（1980年以“精神病”为由改判无罪，1981年彻底平反）
- 1970年：
  - 遇罗克现行反革命案（1979年平反）
  - 沈元现行反革命案（文革后平反）
- 1973年：黄砚田、李耀东强奸女知青案 （页面存档备份，存于）
- 1975年：张志新现行反革命案（1978年平反，次年追认为革命烈士）
- 1977年：李九莲现行反革命案（死后被侮辱尸体，1980年平反）
- 1979年：
  - 李本东强奸杀人案
  - 二熊案
- 1980年：王守信貪污案
- 1981年：北京外国语学院学生冯大兴抢劫杀人案
- 1982年：
  - 姚锦云天安门广场驾车撞人案
  - 中国民航2505号班机劫机事件（5人被执行死刑）
- 1983年：
  - 王仲贪污、受贿案
  - 朱国华强奸、流氓案
- 1984年：魏清安案（1987年平反）
- 1985年：
  - 杨小民案
  - 3213號魚雷艇事件（2人被执行死刑）
  - 龙治民夫妇杀人案
- 1986年：胡晓阳案
- 1987年：
  - 温源和、戴永存运输毒品案 （页面存档备份，存于）
  - 于双戈抢劫银行案
- 1988年：
  - 柴庆丰事件
  - 1988年至2002年：甘肃白银高承勇连环杀人案（2016年告破，2019年執行死刑）
- 1989年：
  - 滕兴善案（2006年1月18日平反）
  - 莫高窟第465窟壁画被盗案（2人被执行死刑）
  - 上海161次旅客列车纵火案（3人被执行死刑）
- 1991年：
  - 黑龙江哈尔滨乔四案
  - 广州机场售票员刘伊平贪污案
  - 云南德宏陶静贩毒案
- 1992年：
  - 郑州任雪、曹琳琳故意杀人案
  - 南医大女生遇害案（2020年告破，罪犯于2021年被執行死刑）
- 1993年：
  - 刘农军犯罪集团盗窃开封博物馆案（4人被执行死刑）[38]
  - 中俄国际列车劫案（1994年首犯朱兴金、牛顿、赵金华、苗炳林及其他部分案犯被判处死刑）
  - 余华英拐卖儿童案（1993年至2003年期间共计拐卖儿童17名，2025年执行死刑）[39]
- 1994年：
  - 杰桑·索南达杰遇害案（1996年1人被执行死刑）
  - 沈太福集资案
  - 千岛湖事件（3人被执行死刑）
  - 1994年至2019年：孫小果強姦、強制侮辱婦女罪、故意傷害等黑社會案件（2020年執行死刑）
- 1995年：
  - 阎健宏贪污案
  - 聂树斌案（2016年12月2日平反）
  - 侯林山、郭秉霖犯罪集团盗掘山西侯马、曲沃晋国古墓案（10人被执行死刑）[40]
  - 无锡新兴实业公司非法集资案（2人被执行死刑）
  - 深圳95特大抢劫杀人案（13人被执行死刑）
- 1996年：
  - 呼格吉勒图案（2014年12月15日平反）
  - 陈恂敏、何伟光等抢劫农行广东番禺支行案（6人被执行死刑）
  - 杨玉霞毁容案
  - 鹿宪州等持抢抢劫运钞车案（1997年3人被执行死刑）
  - 1996至1999年：法子英和勞榮枝故意殺人、綁架、搶劫案（法子英於1999年被執行死刑，劳荣枝于2023年被执行死刑）
- 1997年：
  - 云南会泽甲醇毒酒案（5人被执行死刑，其中1人为女性）
  - 魏广秀敲头抢劫案
- 1998年：
  - 张金柱交通肇事、故意伤害致人死亡案
  - 白宝山连续故意杀人案
  - 張子強買賣爆炸物、綁架案
  - 香港德福花園五屍命案（該案件主謀李育輝因案發後潛逃至中國內地及擁有內地戶籍而由中國大陸審理，於1999年被執行死刑）
  - 1998年至1999年：豫陕苏皖系列抢劫杀人案（6人被执行死刑）
- 1999年：
  - 四·二〇袭警爆炸案（4人被执行死刑）
  - 遠華案（2001年8人被执行死刑）[41][42]
  - 湛江特大走私案（6人被执行死刑，其中1人为女性）
  - 刘连昆、邵正宗间谍案
  - 刘招华制造、运输、贩卖毒品案（2009年执行死刑）
  - 沈阳3·8抢劫杀人案（作案42起，杀死21人，杀伤24人，抢劫财物累计价值人民币达300万元，5人被执行死刑）
- 2000年：
  - 翁泗亮、索尼·韦、贾宏伟等抢劫、故意杀人案（长胜轮大劫案（页面存档备份，存于））（14人被执行死刑）[43][44]
  - 江西省原副省长胡长清受贿案
  - 全国人大常委会原副委员长成克杰受贿案
  - 2000年至2003年：杨新海连环强奸、杀人、抢劫案（2004年执行死刑）
- 2001年：
  - 卓振沅、卓镰貌等伪造货币案（7人被执行死刑）
  - 石家庄3·16特大爆炸案（造成108人死亡。靳如超以爆炸罪、故意杀人罪执行死刑；王玉顺、郝凤琴夫妇以非法制造、买卖爆炸物罪执行死刑）
  - 谭晓林运输毒品案（2004年执行死刑）
  - 广东潮汕807大案（19人被判处死刑，其中6人最终定谳）[45][46][47]
  - 张君、李泽军犯罪集团抢劫、故意杀人案（14人被执行死刑，其中4人为女性）
  - 广西南丹矿难（2004年时任南丹县委书记万瑞忠被执行死刑）
  - 河南郑州张书海犯罪集团抢劫广发银行案（6人被执行死刑，其中1人为女性）
  - 余茂学黑社会性质组织当街开枪杀人案（4人被执行死刑）
  - 广西百色周寿南、丁旭黑社会性质犯罪组织案（4人被执行死刑）[48][49]
  - 陕西西安郑卫国黑社会性质犯罪组织案（4人被执行死刑）
  - 沈阳市原常务副市长马向东受贿案
  - 胡文海故意杀人案（2002年执行死刑）
- 2002年：
  - 陕西延安董伟故意杀人案（因其律师申诉而于行刑前四分钟中止行刑，但是最终仍执行死刑）[50]
  - 岳阳廖家坡逼童为娼案（2人被执行死刑）
  - 王建平遇刺案（2004年2人被执行死刑）
  - 钱昌雄、陈仕文等拐卖儿童、故意杀人案（10人被执行死刑）[51]
  - 南京汤山投毒案
- 2003年：
  - 陈福兆投毒杀人案（2004年执行死刑）
  - 辽宁沈阳刘涌黑社会性质犯罪组织、故意伤害案
  - 黄勇杀人案
  - 安徽省原副省长王怀忠受贿案（2004年执行死刑）
  - 湖南新晃一中操场埋尸案（此案於2019年告破，主犯杜少平於2020年被执行死刑）
  - 湖南郴州天湖大酒店爆炸案（两名主犯分别于2010年、2019年被执行死刑）
- 2004年：
  - 云南大学馬加爵故意殺人案
  - 李义江故意殺人案
- 2005年：河南省副省长吕德彬雇凶杀妻案（4人被执行死刑）
- 2006年：
  - 袁宝璟故意杀人案（3人被执行死刑）
  - 肖新传、杨泰光等制造、贩卖冰毒案（5人被执行死刑）
  - 芦云鹏雇凶伤人致死案（4人被执行死刑）
  - 中洛输油管道打孔盗油案（4人被执行死刑）
  - 西安12名老人离奇失踪案（5人被一审判处死刑）
  - 赵诗哲命案（2008年1人被执行死刑）
  - 桑粤春案
  - 吉林通化石悦军故意杀人案
  - 陕西安康邱兴华故意杀人案
  - 佳木斯连环杀童案
- 2007年：
  - 武田辉夫、刘志强等走私毒品案（2010年3人被执行死刑）
  - 郑筱萸受贿案
  - 济南市人大常委会主任段义和受贿、爆炸案（2人被执行死刑）
  - 邯郸农业银行劫案（2008年2人被执行死刑）
- 2008年：
  - 任亞宏故意殺人、保險詐騙案
  - 上海杨佳袭警案
  - 三鹿奶粉案（2009年2人被执行死刑）
  - 沃维汉（拥有奥地利永久居留權的中国公民，达斡尔族）、郭万钧间谍案
  - 杜益敏集资诈骗案（2009年执行死刑）
- 2009年：
  - 湖北随州熊振林故意杀人案
  - 阿克毛·沙伊克（巴基斯坦裔英国公民）走私毒品案
  - 李昌奎故意杀人、强奸案（2011年云南省高级人民法院在二审中将死刑改为死缓，更试图以此案推动废除死刑。后因引起巨大社会争议再审，最终判处死刑，当年执行。）
- 2010年：
  - 福建南平实验小学杀人案（凶手郑民生作案一个月后就被执行死刑）
  - 重庆市司法局原局长文强受贿案
  - 内蒙古呼和浩特越狱案（3人被执行死刑）
  - 赤野光信（日本公民）走私毒品案
- 2011年：
  - 西安大学生藥家鑫故意殺人案
  - 苏州市原副市长姜人杰受贿案、杭州市原副市长许迈永受贿案（同日执行死刑）
  - 夏俊峰故意杀人案（2013年执行死刑）
  - 曾成杰集资诈骗案（2013年执行死刑）
  - 金三角中國船員遇襲案（2013年4人被執行死刑）
  - 武漢建行爆炸案（2013年1人被执行死刑）
- 2013年：
  - “鲁荣渔2682”船员自相残杀案（2017年5人被核准死刑）[52]
  - 胡伊萱案（2015年1人被执行死刑）
  - 林森浩故意杀人案（2015年执行死刑）
  - 天安门金水桥恐怖袭击案（2014年4人被執行死刑）
- 2014年
  - 廣東博社村村委書記蔡東家贩卖、制造毒品和包庇毒品犯罪份子案（2019年執行死刑）
  - 昆明火车站暴力恐怖袭击事件（2015年3人被执行死刑）
  - 招远围殴女子致死案（2015年2人被执行死刑）
  - 四川刘汉、刘维黑社会性质犯罪组织案（2015年5人被执行死刑）
- 2015年：
  - 河北石家庄贾敬龙故意杀人案（量刑有巨大争议，2016年执行死刑）
  - 吴谢宇弑母案（2024年执行死刑）
  - 黑龙江哈尔滨越狱案（2人被执行死刑）
- 2016年：
  - 上海杀妻藏尸案（2020年执行死刑）
  - 宁夏银川马永平公交车纵火案
  - 赵黎平故意杀人、受贿、私藏枪支弹药案（中华人民共和国首例省部级官员亲自动手杀人的案件，2017年执行死刑）
- 2017年：
  - 安徽芜湖保安周少华故意杀人案（2018年执行死刑）
  - 浙江杭州莫焕晶放火案（2018年执行死刑）
- 2018年：
  - 张扣扣案
  - 乐清幼师打车遇害案（2019年执行死刑）
  - 上海世界外国语小学持刀杀人案（2020年执行死刑）
  - 广西百香果女孩案（2021年执行死刑）
- 2019年：
  - 张志军杀人案（2020年10月28日四川省高级人民法院在二审中将死刑改为死缓。后因被害人近亲属提出申诉、引起巨大社会争议而再审。2021年12月31日改判死刑，2022年执行。）
  - 山西“盲井案”（6人被执行死刑）
  - 北京民航总医院杀医案（2020年执行死刑）
  - 河南焦作幼兒園老師王雲投毒案（2023年執行死刑）
- 2020年：
  - 郭文思故意伤害案（2022年执行死刑）
  - 许国利杀妻案（2023年执行死刑）
  - 南京女大学生遇害案（2023年1人被执行死刑）
  - 曾春亮杀人案（2021年执行死刑）
  - 拉姆被前夫烧伤致死案（2022年执行死刑）
  - 重庆姐弟坠亡案（2024年2人被执行死刑）
- 2021年：
  - 中国华融资产管理公司董事长赖小民受贿案
  - 湖南女法官遇害案
  - 5·22大连轿车撞人案（2023年执行死刑）
- 2023年：广州天河驾车撞人事件（2024年执行死刑）
- 2024年：
  - 珠海市體育中心駕車撞人事件（2025年执行死刑）
  - 無錫工藝職業技術學院持刀傷人事件（2025年执行死刑）